# 薩特爾峰 (布雷根茨森林山脈)
47°20′16″N 9°46′11.5″E / 47.33778°N 9.769861°E

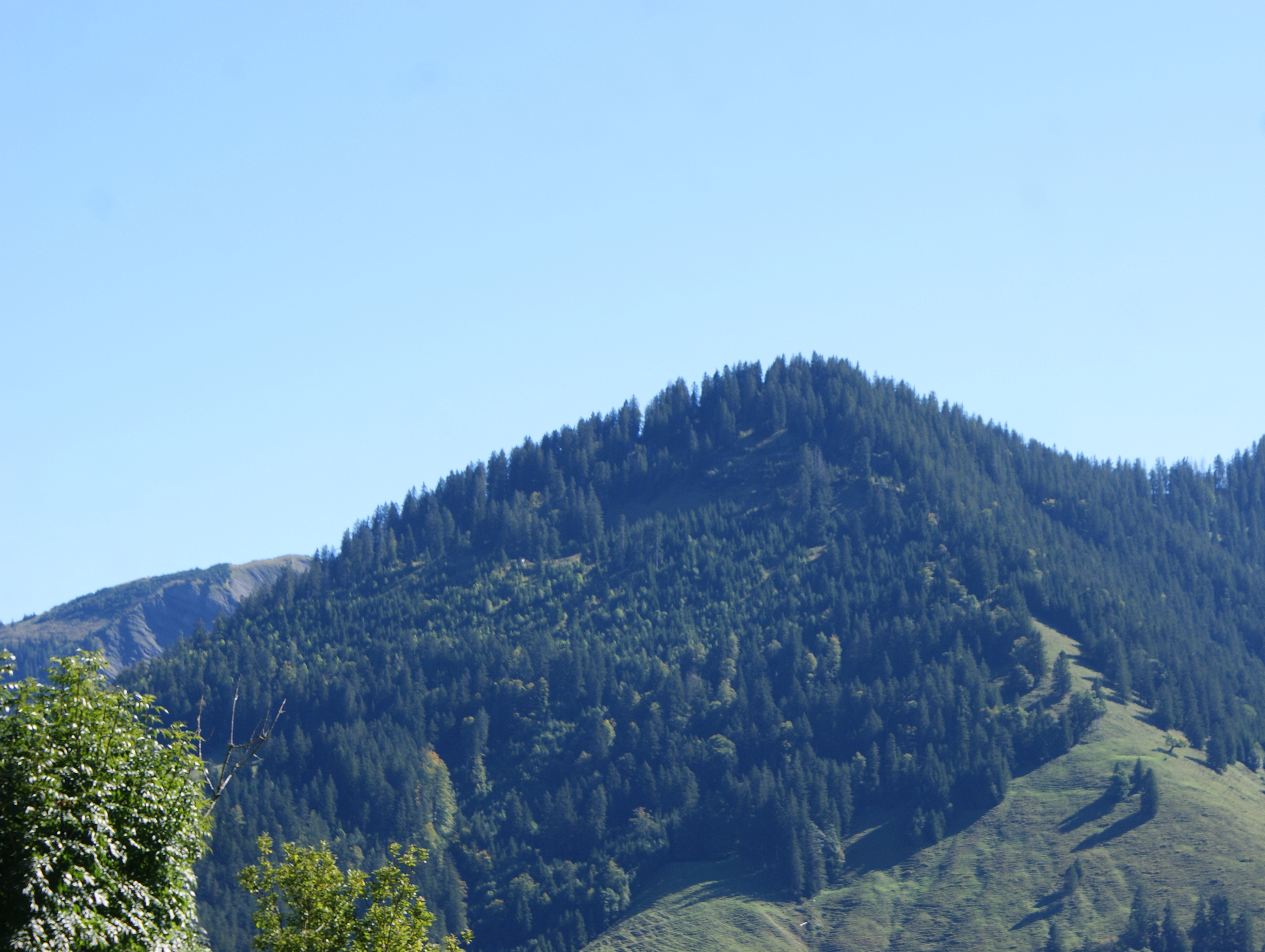

薩特爾峰（德語：Sattelspitz），是奧地利的山峰，位於該國西部，由福拉爾貝格州負責管轄，屬於布雷根茨森林山脈的一部分，處於多恩比恩，距離阿爾普山0.4公里，海拔高度1,562米。